# Вычисление значений многочлена
Вычисление значений многочлена — определение точных значений многочлена в заданном наборе точек. Одним из традиционных методов вычисления значений многочлена является метод Горнера. Помимо этого, существуют параллельные алгоритмы для решения данной задачи, а также быстрые методы для вычисления значений многочлена в нескольких точках одновременно. Существуют также специальные алгоритмы для решения частных случаев данной задачи, такие как алгоритм Блуштайна и быстрое преобразование Фурье.

## Постановка задачи
Многочлен {\displaystyle P} степени {\displaystyle n} над полем {\displaystyle \mathbb {K} } задан своими коэффициентами. Необходимо по заданному набору точек {\displaystyle x_{1},\dots ,x_{m}} вычислить значения {\displaystyle P} в этих точках. Если {\displaystyle P} зависит только от одной переменной, он может быть представлен как {\displaystyle P(x)=a_{0}+a_{1}x+\dots +a_{n}x^{n}}. Соответственно, необходимо вычислить {\displaystyle P(x_{1}),\dots ,P(x_{m})}. Используемая модель вычислений определяет, какие операции можно использовать при решении задачи. Как правило алгоритмы формулируются в терминах арифметических операций (сложение, вычитание, умножение, деление) над {\displaystyle \mathbb {K} }.

## Метод Горнера
Схема Горнера предполагает вычисление последовательности {\displaystyle p_{n},\dots ,p_{0}}, где {\displaystyle p_{n}=a_{n}}, а остальные члены определяются рекуррентно как {\displaystyle p_{k}=a_{k}+x\cdot p_{k+1}}. Разворачивая схему в обратную сторону, можно получить:
{\displaystyle p_{0}=a_{0}+x\cdot p_{1}=a_{0}+x\cdot (a_{1}+x\cdot p_{2})=\dots =a_{0}+x\cdot (a_{1}+x\cdot (a_{2}+x\cdot (\dots )))}, где наиболее вложенная скобка содержит выражение {\displaystyle a_{n-1}+x\cdot a_{n}}, то есть, {\displaystyle p_{n-1}}.
По такой схеме, {\displaystyle p_{k}} равно значению в точке {\displaystyle x} многочлена, составленного из коэффициентов {\displaystyle a_{k},\dots ,a_{n}} — в частности, {\displaystyle p_{0}=P(x)}. Алгоритм позволяет вычислить {\displaystyle P(x)} за {\displaystyle O(n)} сложений и умножений. Соответственно, вычисление в {\displaystyle m} точках потребует {\displaystyle O(nm)} операций.